# Selin Şekerci
Selin Şekerci (Karşıyaka, Esmirna; 1 de junio de 1989) es una actriz y cantante turca. 

## Biografía
Su padre es de origen árabe y su madre es de ascendencia azerbaiyana. Realizó estudios en la escuela primaria y secundaria en Esmirna. Participó en las obras de teatro del Teatro Estatal de Esmirna. También actuó en teatros privados y juegos infantiles de Esmirna. Más tarde, llegó a Estambul y comenzó a actuar en series de televisión y comerciales.

## Filmografía
| Series de Televisión | Series de Televisión                 | Series de Televisión | Series de Televisión                             |
| Año                  | capucha                              | papel                | Notas                                            |
| -------------------- | ------------------------------------ | -------------------- | ------------------------------------------------ |
| 2007-2010            | Vientos de álamo                     | Feyza                | Personaje de apoyo                               |
| 2009-2010            | Bendice a los angeles                | Ozgur Celikli        | Cabeza de cartel                                 |
| 2011                 | Leyla y Mecnun                       | Şekerpare            | Jugador invitado                                 |
| 2011                 | Pandilla de Izmir                    | Mira                 | Personaje de apoyo                               |
| 2011                 | No puedo dormir cuando la luna crece | Leyla                | Actor principal / Cine                           |
| 2012-2014            | Rivales de sangre                    | Irmak                | Cabeza de cartel                                 |
| 2014-2015            | Novias fugitivas                     | Sebnem Gursoy        | Cabeza de cartel                                 |
| 2015-2016            | Amor amargo                          | Sude Ocak Köklükaya  | Cabeza de cartel                                 |
| 2016                 | Colorido / Evitar dibujar            | Color Sensual        | Cabeza de cartel                                 |
| 2017                 | Estrella del pastor                  | Venus                | Actor principal [se necesitan mejores recursos ] |
| 2017                 | Amor en blanco y negro               | Ayhan Daguestán      | Personaje auxiliar                               |
| 2018                 | Mi querido vecino                    | Primavera            | Cabeza de cartel                                 |
| 2018-2019            | Mi hija                              | Asu Yılmaz Karahan   | Cabeza de cartel                                 |
| 2020                 | Amor en la azotea                    | Şirin Çetin          | Cabeza de cartel                                 |